# Vicent Gandia Gomar
Vicent Gandia Gomar (Clarmont d'Alvèrnia, 3 de setembre de 1922 — València, 27 de desembre de 1997) fou un físic i professor universitari valencià.

## Biografia
Estudis a la Universitat de València. Professor ajudant i posteriorment adjunt al Dr. Josep Maria Vidal Llenas des de 1950 fins a 1959 a la Universitat de Barcelona. Doctor en Ciències Físiques per la UB. L'any 1959 va guanyar la càtedra de Termologia de la Universitat de Sevilla).
Va formar part del Servicio Metereológico Nacional des del 1948 fins al 1969.
El 21 d'octubre de 1969 es va incorporar a la Universitat Autònoma de Barcelona, posant en marxa els estudis de la Facultat de Ciències, de la qual fou el primer degà. L'any 1971 va assumir el càrrec de vicerector responsable de la construcció i les instal·lacions al nou campus de Bellaterra. Rector de la UAB del 28 de juliol de 1973 al 13 de setembre de 1975, després del cessament del Dr. Vicent Villar Palasí.
L'any 1975 es va traslladar a la Universitat de València de la qual fou rector en funcions entre 1977 i 1979.
Director General d'Ordenació Acadèmica i de Professorat del Ministeri d'Universitats i d'Investigació entre 1979 i 1981.
Catedràtic i professor emèrit de termodinàmica de la Facultat de Física de la Universitat de València.

## Altres càrrecs i afiliacions
- Vocal de la Comisión Nacional de Geodesia y Geofísica el 24 de juny de 1974.[9]
- Membre corresponent de la Reial Acadèmia de Ciències i Arts de Barcelona, des del 16 de desembre de 1976.[10]

## Obres
- Problemas de mecánica y termología para físicos, químicos e ingenieros (1960)
- Problemas de física, coautor amb Josep Maria Vidal Llenas (1961) Múltiples reedicions. ISBN 8440063881
- Manual de termodinàmica (1995) (1998) ISBN 843702319X